# Бароны голлизма
«Бароны голлизма» (фр. Barons du gaullisme) — французский политический термин, обозначающий ближайших соратников Шарля де Голля, ведущих лидеров голлистского движения. В Пятой республике, особенно в период президентства де Голля, они занимали высокие государственные посты, возглавляли голлистские партии и другие организации, во многом определяли французскую политику. В следующих политических поколениях появилось понятие «бароны неоголлизма».

## Ближний круг де Голля
В годы президентства Шарля де Голля элита голлистского движения включала около 280 человек. Это были руководящие активисты партий Союз за новую республику (ЮНР) и Союз демократов в поддержку республики (ЮДР), других голлистских организаций, депутаты Национального собрания, члены правительства и функционеры госаппарата, военные и полицейские, деятели культуры и СМИ. Среди них выделялся более узкий круг из двух-трёх десятков человек — ближайшие соратники де Голля, определявшие вместе с ним государственную политику. Членов этой группы назвали «бароны голлизма».
Наибольшим доверием генерала пользовались участники антинацистского Сопротивления, ветераны Сражающейся Франции и Свободных французских сил, политики Объединения французского народа (РПФ), прошедшие антикоммунистическое противостояние конца 1940-х и «путь через пустыню» в годы Четвёртой республики. Основными фигурами в окружении де Голля являлись
- Жак Фоккар — руководитель голлистской системы охраны и безопасности, генеральный секретарь РПФ в 1954, основатель «параллельной полиции» SAC, президентский секретарь по делам Африки и Мадагаскара в 1960—1974
- Мишель Дебре — премьер-министр Франции в 1959—1962, министр экономики, министр иностранных дел в 1966—1969
- Жак Шабан-Дельмас — председатель Национального собрания в 1958—1969, премьер-министр в 1969—1972
- Оливье Гишар — начальник кабинета де Голля в 1951—1958, министр планирования и регионального развития в 1968—1969
- Роже Фрей — министр внутренних дел в 1961—1967, генеральный секретарь ЮНР
- Морис Кув де Мюрвиль — министр иностранных дел в 1958—1968, премьер-министр в 1968—1969
- Пьер Мессмер — верховный комиссар Французской Экваториальной Африки и Французской Западной Африки в 1958—1959, министр национальной обороны в 1960—1969
- Пьер Лефран — основатель Национальной ассоциации поддержки действий генерала де Голля
- Андре Мальро — министр радио и телевидения и печати в 1958—1959, министр культуры в 1959—1969
- Жорж Помпиду — премьер-министр в 1962—1968, президент в 1969—1974

Также к этому кругу причислялись такие деятели, как Ив Гена (министр информации), Морис Шуман (дипломат, депутат парламента), Пьер Бийот (госминистр по делам заморских департаментов), Ален Пейрефит (дипломат, министр информации), Гастон Палевски (госминистр по науке и атомной промышленности), Кристиан Фуше (министр национального образования, министр внутренних дел), Шарль Паскуа (депутат парламента), Робер Пужад (генеральный секретарь ЮДР), Эдмон Мишле (министр юстиции, госминистр культуры), Альбен Шаландон (генеральный секретарь ЮНР), Жак Бомель (генеральный секретарь ЮНР).
Термин «бароны голлизма» появился во французских СМИ в начале 1960-х. По оценкам политических обозревателей, верхушку этого «баронства» составляли пятеро: Жак Фоккар, Жак Шабан-Дельмас, Мишель Дебре, Роже Фрей, Оливье Гишар. Впоследствии круг расширился, но именно эти деятели, а также Пьер Лефран, оставались его ядром. Наиболее доверительные отношения связывали де Голля с Фоккаром.

## Позиции и политика
Принадлежность к «баронам голлизма» определялась не столько положением в государственной иерархии, сколько персональными связями с де Голлем (имел значение даже такой фактор, как регулярность приглашений на обед к генералу). Жорж Помпиду, глава правительства и преемник де Голля во главе государства, находился на заметной дистанции — он не был близок к генералу во времена Сопротивления и придерживался иных, более либеральных взглядов. С другой стороны, «баронство» было всё же политическим понятием, а не системой личных отношений. Беззаветно преданные де Голлю руководители SAC Пьер Дебизе и Поль Комити (начальник президентской охраны) к «баронам» не причислялись, поскольку не являлись государственными деятелями.
«Бароны голлизма» разделяли право-республиканские и национал-консервативные взгляды де Голля, его идеи Третьего пути, принцип суверенизма и «обороны по всем азимутам» в сочетании с атлантической солидарностью, были непримиримыми антикоммунистами и антилибералами. В период Четвёртой республики они выступали против парламентского режима. Активно способствовали избранию де Голля главой государства и установлению президентской Пятой республики в 1958. Им удалось стабилизировать положение в стране, ускорить социальное развитие и экономический рост, преодолеть Алжирский кризис, сохранив демократический строй. При этом политический режим в значительной степени имел персоналистский характер, важное значение играла харизма де Голля и верность «баронов».
В то же время между «баронами» существовали серьёзные разногласия, велась внутренняя борьба. Помпиду, Дебре, Шабан-Дельмас были известны взаимными интригами. Идеологический водораздел происходил между жёстким «голлизмом порядка» (традиция Сопротивления и антикоммунизма 1940-х, консерватизм, культ де Голля, готовность к политическому насилию) и «либеральным голлизмом», порождённым реалиями 1960-х. Первую тенденцию олицетворял прежде всего Фоккар, вторую — прежде всего Помпиду.
В дни Красного мая 1968 «бароны голлизма» — Фоккар, Лефран, Дебре, Мальро и другие — эффективно организовали сопротивление леворадикалам и в итоге сумели переломить общественные настроения в пользу де Голля. Фоккар и Лефран инициировали Комитеты защиты республики. «Бароны» шли в первом ряду организованной Фоккаром массовой демонстрации сторонников де Голля 30 мая 1968. В 1969 влиятельные «бароны», особенно Фоккар, выступали против конституционного референдума, но вынужденно приняли позицию де Голля.
Большинство избирателей проголосовали на референдуме против президентских предложений. Шарль де Голль, в соответствии со своим обещанием, ушёл в отставку. Его преемник Жорж Помпиду проводил существенно иную, более либеральную политику и постепенно оттеснял на задний план традиционалистски настроенных «баронов голлизма». На их место выдвигались политики новой генерации — Жак Ширак, Пьер Жюйе, Бернар Понс, Пьер Мазо.
После смерти Жоржа Помпиду на президентских выборах 1974, голлистский ЮДР выдвинул кандидатуру Жака Шабан-Дельмаса. Решение принималось на узком совещании «баронов» 2 апреля; участвовали Фоккар, Дебре, Гишар и сам Шабан-Дельмас. Однако выборы оказались неудачными для голлистов. Президентом был избран кандидат либерального СФД Валери Жискар д’Эстен. Впервые в Пятой республике произошла смена власти.
«Бароны голлизма» не раз подвергались резкой критике слева. Экс-президент социалист Франсуа Миттеран напоминал, что многие из них какое-то время имели отношения к Вишистскому режиму. На это обычно следовал ответ, что причастность к вишистской администрации служила прикрытием разведки Сопротивления (не говоря о том, что сомнения такого рода существуют и в биографии самого Миттерана). Другие левые авторы делали упор на связь «баронов» с частным бизнесом (что опять-таки касалось и социалистов).

## Сохранение традиции
В 1976 ЮДР был преобразован в Объединение в поддержку республики (ОПР). Лидер ОПР Жак Ширак — будущий мэр Парижа, премьер-министр и президент Франции — не принадлежал к «баронам голлизма», не был лично связан с де Голлем, допускал политические зигзаги. Его курс, продолжавший скорее Помпиду, нежели де Голля, вызывал большую настороженность голлистских ветеранов. Вокруг него сгруппировались молодые амбициозные политики, иногда откровенно называвшие себя «не голлистами, а шираковцами».
Роль «баронов голлизма» значительно снизилась, хотя они продолжали олицетворять традицию и преемственность. Ещё в 1981 было создано Движение инициативы и свободы (МИЛ), призванное сохранить прежние голлистские традиции. Среди организаторов и почётных членов были «бароны голлизма» — Жак Фоккар, Пьер Мессмер, Ив Гена, Шарль Паскуа, Ален Пейрифит. МИЛ позиционировалась во французской политике как «оплот жёсткого голлизма». Президент Ширак, демонстрируя преемственность, подчёркивал своё уважение к МИЛ и его основателям, прежде всего «барону» Фоккару.
В 1990—2000-х такие деятели, как премьер-министры Эдуар Балладюр и Ален Жюппе, президент Николя Саркози стали именоваться «баронами неоголлизма». Однако их политика так сильно отступила от установок де Голля, особенно от жёстких принципов «голлизма порядка», что термин означал скорее символическую связь. Незадолго до своей кончины Пьер Лефран отмечал, что голлизм как идея и политический феномен мог существовать не более тридцати лет и являлся достоянием лишь одного политического поколения.